# Admiral Group
Admiral Group plc (LSE: ADM) es una compañía de seguros de coche con sede en Cardiff, Gales. Inscrita en la London Stock Exchange, forma parte del FTSE 100 Index.

## Historia
En 1990, un mánager de la compañía Lloyd llamado Hayter Brockbank eligió al actual CEO de Admiral Group, Henry Engelhardt, para encabezar un nuevo proyecto y preparar su plan de negocio de lo que sería Admiral.
En noviembre de 1999, Engelhardt hizo una oferta de compra del Admiral Group al Brockbank Group con el apoyo del Barclays Private Equity. El 23 de septiembre de 2004, Admiral entró en bolsa en el London Stock Exchange. Admiral Group plc anunció el un precio inicial de salida de 275 peniques por acción. Basado en la oferta de acciones, el valor de mercado de Admiral al comienzo de las operaciones en bolsa en el London Stock Exchange fue de £711 millones.

## Alcance de la compañía

### Marcas británicas
Admiral Group opera con varias marcas en el Reino Unido:
- Admiral Insurance
- Bell Insurance
- Diamond Insurance (para mujeres)
- Gladiator (para vehículos comerciales)
- elephant.co.uk
- Confused.com

### Otros

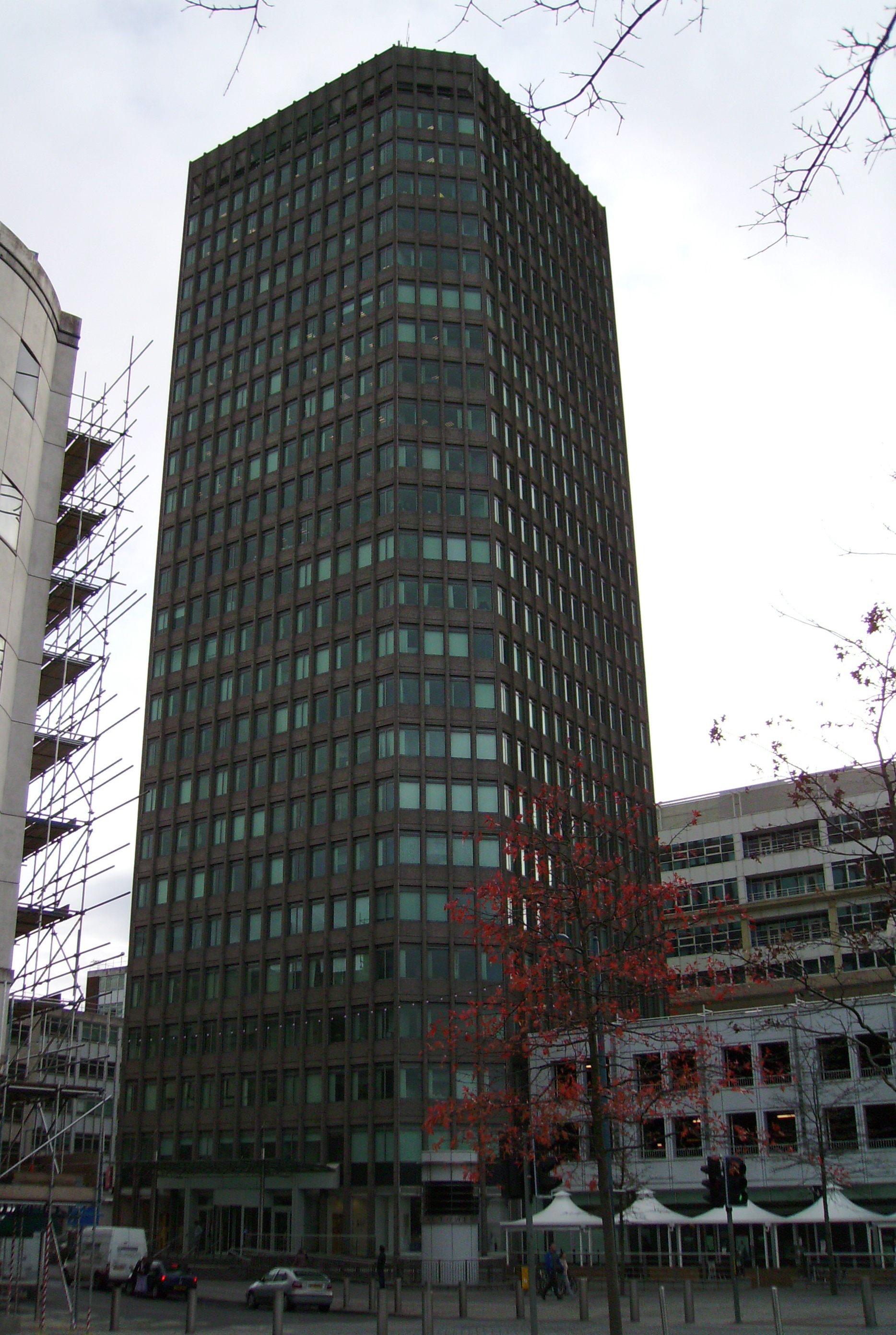
Sede Central en la Torre Capital, Cardiff

- Conte (Italia)
- Lelynx and L'Olivier (Francia)
- Elephant Auto Insurance (Estados Unidos)
- Balumba (España)
- Qualitas Auto (España)